# CDEC Gaming
CDEC Gaming war eine chinesische E-Sport-Organisation, welche ein Team in der Disziplin Dota 2 unter Vertrag hielt.

## Geschichte
CDEC Gaming (Chinese Dota Elite Community Gaming) wurde im April 2014 als zweite Mannschaft von LGD Gaming gegründet und machte sich im Oktober 2014 eigenständig. Seitdem erreichte das Team einige Erfolge. Nachdem CDEC Gaming bei den Dota 2 Asia Championships 2015 keine vordere Platzierung erreicht hatte, konnte sich das Team im Sommer 2015 deutlich steigern, wodurch die Chinesen den zweiten Platz bei den landesweiten Qualifikationen für die World Cyber Arena erreichte. Weitaus bedeutender ist jedoch der Finaleinzug des Teams beim The International 2015. Das Team konnte sich als eines von zwei Wildcard-Gewinnern letztmöglich qualifizieren. Bis zum Finale schlug CDEC Gaming nach der Gruppenphase jedes Team. Erst dort mussten sich die Chinesen den Evil Geniuses mit 1:3 im Best-of-5 geschlagen geben. Dennoch gewann das Team ein Preisgeld von über 2,8 Millionen US-Dollar.
Im Dezember 2022 wurde das Team aufgelöst.

## Erfolge
| Datum     | Platz     | Turnier                                    | Preisgeld     |
| --------- | --------- | ------------------------------------------ | ------------- |
| Dez. 2014 | 2.        | National Electronic Sports Open 2014       | 080.000 CN¥   |
| Feb. 2015 | 13. – 16. | Dota 2 Asia Championships 2015             | 030.575 $     |
| Mai. 2015 | 3.        | MarsTV Dota 2 League 2015 - Chinese League | 075.000 CN¥   |
| Juli 2015 | 2.        | WCA 2015 Chinese Qualifiers                | 0150.000 CN¥  |
| Aug. 2015 | 2.        | The International 2015                     | ~ 2.854.630 $ |
| Okt. 2015 | 3. – 4.   | ESL One New York 2015                      | 028.662 $     |
| Okt. 2015 | 3. – 4.   | MLG World Finals 2015                      | 034.194 $     |
| Nov. 2015 | 5. – 6.   | Frankfurt Major 2015                       | 0202.500 $    |
| Dez. 2015 | 1.        | eSports Champions League Autumn 2015       | 0130.000 CN¥  |
| Juli 2016 | 3.        | NEA Beijing 2016                           | 0150.000 CN¥  |
| Juli 2016 | 2.        | PGL 2016 - Summer                          | 030.000 $     |
| Dez. 2016 | 6.        | Dota2 Professional League Season 2 - Top   | 042.000 $     |